# Turbonilla whiteavesi
Turbonilla whiteavesi är en snäckart som beskrevs av Bartsch 1909. Turbonilla whiteavesi ingår i släktet Turbonilla och familjen Pyramidellidae. Inga underarter finns listade i Catalogue of Life.